# Cerro Huanacu
Cerro Huanacu är ett berg i Bolivia.   Det ligger i departementet Potosí, i den sydvästra delen av landet, 400 km sydväst om huvudstaden Sucre. Toppen på Cerro Huanacu är 4 708 meter över havet, eller 524 meter över den omgivande terrängen. Bredden vid basen är 5,0 km.
Terrängen runt Cerro Huanacu är kuperad åt sydost, men åt nordväst är den bergig. Trakten runt Cerro Huanacu är nära nog obefolkad, med mindre än två invånare per kvadratkilometer.. Det finns inga samhällen i närheten. 
Omgivningarna runt Cerro Huanacu är i huvudsak ett öppet busklandskap.